# Friedrich Rogge
Hermann Friedrich Bernhard Rogge (* 28. Oktober 1867 in Potsdam; † 7. Juli 1932 in Rendsburg) war ein deutscher Landrat und Verbandsvorsteher.

## Leben und Wirken
Friedrich Rogge war ein Sohn des Theologen Bernhard Rogge und dessen Ehefrau Anna, geborene Thielen (* 17. Oktober 1836 in Mülheim an der Ruhr; † 23. Januar 1898 in Potsdam), deren Vater Peter Thielen ein bekannter Feldpropst war.
Rogge galt während der Kindheit als körperlich schwach, erzielte aber später Erfolge im Rudern, Segeln und Eislaufen. Er besuchte das Viktoriagymnasium, das er 1886 mit dem Abitur verließ. Danach studierte er zwei Semester Theologie an der Universität Leipzig und wechselte dann zu den Rechtswissenschaften. Betreut von dessen Gattin Elisabeth Mendelssohn Bartholdy arbeitete er als Famulus des Juristen Adolf Wach. Er engagierte sich im Verein Deutscher Studenten und sprach in dessen Auftrag mehrfach mit kräftiger Stimme und stattlichen Statur auf patriotischen Veranstaltungen und Ehrungen für Bismarck, der ihm eine Audienz gewährte. Im Herbst 1891 bestand er das Referendarexamen. Danach arbeitete er in Jüterbog, Werder und Potsdam. Im Oktober 1894 legte er die große Staatsprüfung ab.
Rogge fungierte anschließend als Regierungsassessor in Schleswig und ab 1900 in Breslau. Ab 1904 amtierte er als Landrat des Kreises Tondern. Während andauernder Konflikte mit den in Nordschleswig lebenden Dänen agierte er verständnisvoll und kompromissbereit, was ihm Achtung und Bekanntheit einbrachte. Obwohl Zugezogener, gewann Rogge in kurzer Zeit Sympathien und Kooperationen aller deutschen und dänischen Bevölkerungsschichten und Anerkennung seitens seiner Vorgesetzten. Die Gründe hierfür waren sein großer Arbeitseinsatz, geschicktes diplomatisches Vorgehen, angenehme Umgangsformen, gute Rhetorik und die Fähigkeiten, gut verhandeln und überzeugen zu können.
Rogge unterstützte als Oberdeichgraf das Deich- und Wasserwesen der Region. Während seiner Amtszeit wurde das Mündungsareal der Bredeau eingedeicht und die Leckerau reguliert. Er setzte sich für die Heimatpflege, Baukultur, Volksschulen und Bildungseinrichtungen für die Landwirtschaft ein. So entstanden in Tondern erste höhere Schulen und 1905 eine Volkshochschule in Tingleff. Hinzu kamen weitere Schulen im Landkreis, ein Amtshaus in Tondern, ein Warmbadehaus und eine altfriesische Weinstube in Westerland, wo er einen Sommerwohnsitz namens „Hilde“ hatte. Rogges besonderes Anliegen galt der Bewahrung von reetgedeckten Häusern im friesischen Marschland.
1908 gründete Rogge die Tonderner Kreissparkasse und unterstützte die Seebäder von Rømø, Sylt, Föhr und Amrum. Als nach der Volksabstimmung in Schleswig 1920 der nördliche Landesteil Nordschleswigs an Dänemark überging, gehörte er mehrere Jahre der deutsch-dänischen Grenzwasser-Kommission an. Er trat dabei immer hilfsbereit und freundlich auf, galt als guter Gastgeber, der bei komplizierten Konflikten ruhig blieb. Dies brachte ihm die Sympathien aller Beteiligten ein. Der Schleswiger Regierungspräsident sagte nach Rogges Tod, dass er ein „vortrefflicher Landrat“ gewesen sei, „voll Opfermut für seinen Nächsten“ und ein Mann, „der überall Achtung verdiente und fand“.

## Wirken als Verbandsfunktionär
Im April 1914 folgte Rogge einem Angebot Friedrich Leopold von Preußens, die Verwaltung der Güter im Herrschaftsgebiet Flatow und Krojanke zu übernehmen. Der Dienstsitz befand sich in Potsdam. Rogge und Friedrich Leopold von Preußen, die seit Jugendtagen miteinander befreundet waren, zerstritten sich jedoch. Rogge wechselte daher im Herbst 1917 zum Reichsamt für Siedlung und Wanderung unter der Leitung Friedrich von Lindequists.
Im Frühjahr 1918 übernahm Rogge die Leitung des Schleswig-holsteinischen Elektrizitätsverbandes. Er war dem Verband seit 1912 verbunden, als er als Landrat dessen Gründung vorangetrieben und den Verband seitdem nebenamtlich geführt hatte. Sein Dienstsitz des hauptamtlichen Postens befand sich anfangs in Schleswig und ab 1920 in Rendsburg. Er beauftragte Fritz Höger, der zu dieser Zeit noch kein renommierter Architekt war, ein Verwaltungs- und Wohngebäude für den Verband zu planen.
1929 regte Rogge gemeinsam mit der PreussenElektra an, die Schleswig-Holsteinischen Stromversorgungs AG zu gründen. Sein Einsatz für die Stromversorgung der Region hatte maßgeblichen Anteil an der Entwicklung der Industrie in Schleswig-Holstein.

## Politisches Engagement
Nach dem Ersten Weltkrieg gründete Rogge 1919 in Schleswig-Holstein die Deutschnationale Volkspartei mit. Bis 1929 übernahm er den Vorsitz des Landesverbandes. Er sprach auf vielen Versammlungen und politischen Veranstaltungen und nahm dabei immer maßvolle und besonnene Positionen ein. Als die Partei der politischen Ausrichtung Alfred Hugenbergs folgte, stellte Rogge seine Arbeit in der Partei ein. Er schloss sich stattdessen der Konservativen Volkspartei an, trat dort jedoch nicht mehr nennenswert politisch in Erscheinung.

## Familie
Rogge war verheiratet mit Hildegard Anders (* 28. Mai 1871; † 24. März 1924), deren Vater Carl Friedrich Anders (1853–1890) Wirklicher Geheimer Oberregierungsrat war. Das Ehepaar bekam die Söhne Bernhard (1899–1982), Eberhard (* 1903) und Friedrich Karl (* 1913).

## Ehrungen
Während seiner sommerlichen Aufenthalte in Westerland rettete Rogge Menschen, die in der Brandung zu ertrinken drohten, das Leben. Dafür bekam er die Rettungsmedaille am Band verliehen. Der Geehrte trug sie gerne als alleinigen Orden.
In der Ortsmitte von Rendsburg erinnert heute der „Friedrich-Rogge-Platz“ an den ehemaligen Landrat.

## Veröffentlichungen
- Drei Jahre Baupflege im Kreise Tondern. In: Schleswig-Holsteinischer Kunstkalender (1912), S. 17–26 (Digitalisat).
- Verwaltungsgebäude des Schleswig-Holsteinischen Elektrizitätsverbandes auf der Königskoppel in Rendsburg. In: Schleswig-Holsteinisches Jahrbuch, Bd. 17 (1927), S. 213–218.